# Sitio arqueológico de Bura
El sitio arqueológico de Bura está ubicado en la región de Tillabéri, del departamento de Tera, en el suroeste de Níger. El sitio arqueológico de Bura ha dado su nombre a la cultura bura del primer milenio de la zona.

## Descripción
El sitio de Bura consta de muchas necrópolis individuales con ataúdes coronados por estatuillas de terracota inusualmente distintivas. La necrópolis principal en sí tiene un diámetro de aproximadamente un kilómetro. Los túmulos funerarios, los altares religiosos y las viviendas antiguas se encuentran aquí en un área grande. En 1983 se excavó un sitio de 25 metros por 20 metros.

## Historia
Tras el descubrimiento de 1975 y la excavación en 1983 del sitio arqueológico de Bura, y después de que una exposición de Bura-Asinda recorriera Francia en la década de 1990, las antiguas estatuillas de barro de Bura se volvieron muy valoradas por los coleccionistas. Las cabezas antropomórficas de arcilla y piedra de la cultura Bura antigua y medieval han sido buscadas por su inusual abstracción y simplicidad.
Desafortunadamente, el saqueo y el contrabando generalizados han seguido a esta demanda comercial, y muchos de los sitios de cultivo de Bura se han visto afectados negativamente. Le Monde concluye que "el 90% de los sitios de Bura en Níger han sido dañados" por saqueadores y vándalos desde 1994.
Otros artefactos buras han sido grandes entierro en frascos de terracota (tanto tubulares y ovoides) y variada cerámica funeraria. De los 834 sitios relacionados con los bura en el valle del río Níger, la UNESCO informa que el sitio arqueológico original de Bura ha producido las estatuas ecuestres de arcilla más antiguas. Más recientemente, muchas puntas de lanza "cola de rata" de la Edad del Hierro de los bura también han entrado en el mercado de coleccionistas euro-estadounidenses.

## Patrimonio Mundial
Este sitio se añadió a la UNESCO en la Lista de Tentativa para Patrimonio Mundial el 26 de mayo de 2006 en la categoría cultural.